# Euophrys flordellago
Euophrys flordellago är en spindelart som beskrevs av Richardson 20. Euophrys flordellago ingår i släktet Euophrys och familjen hoppspindlar. Inga underarter finns listade i Catalogue of Life.